# Rafael García González
Rafael García González (Guadalajara, Jalisco, 10 de mayo de 1926 - León, Guanajuato, 8 de noviembre de 1994). Fue un Obispo mexicano, nombrado X Obispo de Tabasco el 4 de julio de 1974. Permaneció al frente de la Diócesis de Tabasco 17 años y siete meses. El Papa Juan Pablo II lo trasladó a la Diócesis de León, Guanajuato, de la que tomó posesión el 2 de febrero de 1992

## Biografía

### Primeros años
Nació en Guadalajara, Jalisco, el 10 de mayo de 1926. Fue hijo del señor García Calderón y la sra. Carmen González Chávez; a los cuatro años, su madre falleció y fue entonces cuando se despertó en él, la vocación al sacerdocio.
Estudió en Guadalajara, la primera etapa del seminario, en tiempos difíciles en que había que andar de un lugar a otro. Cambiando de casa, pero sin cambiar nunca su decisión de ser sacertote. Sus estudios y su formación sacerdotal los terminó en Roma, Italia, donde fue ordenado el 2 de abril de 1949 por el Obispo de Salto (Uruguay), Alfredo Viola, que por entonces se encontraba en Roma.

### Diversos cargos
Ya de regreso en México el 9 de octubre de 1952, fue nombrado Director espiritual y profesor del Seminario Menor de Guadalajara. Más tarde director del Centro Diocesano de Vocaciones. El dinamismo característico de su vida, lo llevó a dirigir el Centro Nacional de Vocaciones y sin desligarse de este trabajo fue nombrado Director Espiritual del Seminario Mayor.
El 12 de septiembre de 1967 fue nombrado Director Espiritual del Seminario Mexicano en Roma. Y posteriormente, fue nombrado párroco de San Pedro Tlaquepaque a su regreso de Roma.
Siendo Presidente del Consejo Presbiteral, fue llamado por S.S. Paulo VI para ser Obispo Auxiliar de Guadalajara; fue ordenado el 15 de agosto de 1972 por el Cardenal José Salazar López.

### Obispo de Tabasco
Tras dos años como Obispo Auxiliar de Guadalajara, fue nombrado por S.S. Paulo VI como X Obispo de Tabasco. Tomó posesión el 4 de julio de 1974 arribó a la ciudad de Villahermosa para ser instalado como Obispo de Tabasco.
Lo que más le preocupaba era la familia, porque conoció cómo vivía su pueblo, conoció sus carencias y supo de sus capacidades. Le preocupaba la juventud tan numerosa y necesitada de la verdad y de auténticos líderes y le preocupaba también la fraternidad y santidad de los sacerdotes, la colaboración de los seglares, la ignorancia religiosa y el cristianismo vivido solo por la tradición. Le preocupaba fuertemente la injusticia social, le preocupaba el Seminario: dotar de sacerdotes capaces, serviciales y santos a la Diócesis de Tabasco. Le preocupaba el problema del petróleo y sus consecuencias; pero sobre todo le preocupaban los pobres, los que nada tienen, ni siquiera voz, y se constituyó muchas veces en su voz.
En Tabasco realizó un fuerte trabajo pastoral, aumentó considerablemente el número de sacerdotes y religiosas, y dio gran impulso a las diferentes comunidades parroquiales, teniendo especial cuidado en que fueran atendidos los indígenas. No dejó ninguna comunidad católica sin visitar. Se hizo presente en los momentos difíciles de la gente, incluso llevándoles ayuda material.
Retomando la obra iniciada por su antecesor Antonio Hernández Gallegos, dio inicio a las operaciones del Seminario Mayor de Tabasco, promoviendo intensamente las vocaciones autóctonas y lo logró; durante algunos años, incluso se proporcionó formación sacerdotal en este Seminario a seminaristas de la Diócesis de Coatzacoalcos. Inició el proceso del Sínodo Diocesano, que se extendió a todos los sectores, ya que se trataba de involucrar a toda la Iglesia Diocesana. Bajo el lema de: "Juntos hagamos el camino", se trabajó durante más de tres años en esta tarea pastoral sin llegar nunca a la Asamblea Sinodal, pero logrando de antemano grandes frutos para la Diócesis de Tabasco.

### Juan Pablo II en Tabasco
El 11 de mayo de 1990, se cristalizó uno de sus más grandes logros, con la llegada a Villahermosa, del Papa Juan Pablo II, quien consagró y bendíjo la Catedral del Señor de Tabasco, inauguró el alumbrado de sus imponentes torres y ofició dos misas solemnes en la ciudad.

## Obispo de León
El 4 de enero de 1992 fue preconizado IX Obispo de la Diócesis de León, Gto., de la que tomó posesión el 2 de febrero de 1992. En la Diócesis de León, trabajó también intensamente durante casi tres años, y después de una penosa enfermedad, falleció el 8 de noviembre de 1994. Sus restos mortales reposan en la Catedral Basílica de León, Guanajuato.
| Predecesor: Antonio Hernández Gallegos | Obispo de Tabasco 1974 - 1992 | Sucesor: Florencio Olvera Ochoa       |
| Predecesor: Anselmo Zarza y Bernal     | Obispo de León 1992 - 1994    | Sucesor: Jose Guadalupe Martin Rabago |